# Niklas Süle
Niklas Süle, né le 3 septembre 1995 à Francfort-sur-le-Main en Allemagne, est un footballeur international allemand. Il joue au poste de défenseur central au Borussia Dortmund.

## Biographie

### Jeunesse et formation
Niklas Süle commence sa carrière avec le club de Rot-Weiß Walldorf. En 2006, il rejoint l'Eintracht Francfort, grand club local, où il évolue jusqu'à la fin de la saison 2008-2009. Il continue ensuite son parcours de formation au SV Darmstadt, autre club local, qu'il quitte après seulement 6 mois au club, pour aller finalement au 1899 Hoffenheim, club dont l'équipe professionnelle évolue en Bundesliga.

### Carrière professionnelle

#### 1899 Hoffenheim (2013-2017)

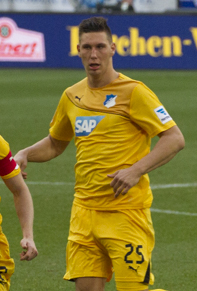
Niklas Süle avec le 1899 Hoffenheim

Le 11 mai 2013, Süle fait ses débuts dans l'équipe première d'Hoffenheim, pour le compte d'un match de championnat contre le Hamburger SV. Il est remplacé par Andreas Ludwig à la 81e minute et Hoffenheim perd la rencontre sur le score de 4 buts à 1.

#### Bayern Munich (2017-2022)
Le 15 janvier 2017, il s'engage avec le Bayern Munich pour 5 années, mais restera à Hoffenheim jusqu'à la fin de la saison avant d'intégrer le club bavarois en juillet. Sa première saison au Bayern est une réussite. En effet, disputant 42 matchs et inscrivant 2 buts, Süle concurrence le défenseur traditionnellement titulaire à son poste Jérôme Boateng et réalise de grandes performances comme en témoigne par exemple son match face au Real Madrid en Ligue des Champions. Le 23 aout 2020, il remporte la Ligue des Champions face au PSG à Lisbonne.

#### Borussia Dortmund (depuis 2022)
Süle accepte de rejoindre le Borussia Dortmund à partir de la saison 2022–2023 pour un contrat d'une durée de 4 ans[réf. nécessaire].
Arrivant en fin de contrat avec le Bayern Munich, il rejoint Dortmund sans que le club ne paye d'indemnité de transfert[réf. nécessaire].

### En équipe nationale
Avec l'équipe de jeunes des moins de 17 ans de l'Allemagne, il participe à l'Euro U17 durant l'été 2012.
Il fait partie de l'équipe sélectionnée pour les Jeux olympiques 2016 d'été à Rio de Janeiro, où la Mannschaft perdra en finale contre le Brésil, remportant ainsi la médaille d'argent.
Süle est appelé pour la première fois en août 2016 par Joachim Löw, sélectionneur de l'équipe A, pour des matchs contre la Finlande et la Norvège. Il rentre en cours de match face à la Finlande à la 59e minute.
Il est également sélectionné par Löw pour participer à la Coupe des Confédérations 2017. Süle y jouera quatre matchs, dont quelques minutes lors des derniers instants de la finale (victoire 1-0 face au Chili). 
Il fait partie des 23 joueurs allemands participant à la Coupe du monde 2018.
Le 10 novembre 2022, il est sélectionné par Hansi Flick pour participer à la Coupe du monde 2022.

## Style de jeu
Niklas Sule se démarque par son physique hors-norme : 1,95m pour 97kg. Il a donc une présence physique considérable en défense. De plus, il possède un très bon jeu de pieds et sait être dominant de la tête.

## Statistiques détaillées
| Saison                | Club                  | Championnat           | Championnat | Championnat | Coupe(s) nationale(s) | Coupe(s) nationale(s) | Supercoupe | Supercoupe | Compétition(s) continentale(s) | Compétition(s) continentale(s) | Compétition(s) continentale(s) | Supercoupe de l'UEFA | Supercoupe de l'UEFA | Coupe du monde des clubs | Coupe du monde des clubs | Allemagne | Allemagne | Total | Total |
| Saison                | Club                  | Division              | M.          | B.          | M.                    | B.                    | M.         | B.         | Comp.                          | M.                             | B.                             | M.                   | B.                   | M.                       | B.                       | M.        | B.        | M.    | B.    |
| 2012-2013             | TSG 1899 Hoffenheim   | Bundesliga            | 2+2         | 0           | -                     | -                     | -          | -          | -                              | -                              | -                              | -                    | -                    | -                        | -                        | -         | -         | 4     | 0     |
| 2013-2014             | TSG 1899 Hoffenheim   | Bundesliga            | 25          | 4           | 3                     | 1                     | -          | -          | -                              | -                              | -                              | -                    | -                    | -                        | -                        | -         | -         | 28    | 5     |
| 2014-2015             | TSG 1899 Hoffenheim   | Bundesliga            | 15          | 1           | 2                     | 0                     | -          | -          | -                              | -                              | -                              | -                    | -                    | -                        | -                        | -         | -         | 17    | 1     |
| 2015-2016             | TSG 1899 Hoffenheim   | Bundesliga            | 33          | 0           | 1                     | 0                     | -          | -          | -                              | -                              | -                              | -                    | -                    | -                        | -                        | -         | -         | 34    | 0     |
| 2016-2017             | TSG 1899 Hoffenheim   | Bundesliga            | 33          | 2           | 1                     | 0                     | -          | -          | -                              | -                              | -                              | -                    | -                    | -                        | -                        | 6         | 0         | 40    | 2     |
| Sous-total            | Sous-total            | Sous-total            | 110         | 7           | 7                     | 1                     | -          | -          | -                              | -                              | -                              | -                    | -                    | -                        | -                        | 6         | 0         | 123   | 8     |
| 2017-2018             | FC Bayern Munich      | Bundesliga            | 27          | 2           | 5                     | 0                     | 1          | 0          | C1                             | 9                              | 0                              | -                    | -                    | -                        | -                        | 6         | 0         | 48    | 2     |
| 2018-2019             | FC Bayern Munich      | Bundesliga            | 31          | 2           | 4                     | 0                     | 1          | 0          | C1                             | 6                              | 0                              | -                    | -                    | -                        | -                        | 8         | 1         | 50    | 3     |
| 2019-2020             | FC Bayern Munich      | Bundesliga            | 8           | 0           | 1                     | 0                     | 1          | 0          | C1                             | 6                              | 0                              | -                    | -                    | -                        | -                        | 4         | 0         | 20    | 0     |
| 2020-2021             | FC Bayern Munich      | Bundesliga            | 20          | 1           | 2                     | 0                     | 1          | 0          | C1                             | 7                              | 1                              | 1                    | 0                    | 2                        | 0                        | 8         | 0         | 41    | 2     |
| 2021-2022             | FC Bayern Munich      | Bundesliga            | 28          | 1           | 2                     | 0                     | 1          | 0          | C1                             | 7                              | 0                              | -                    | -                    | -                        | -                        | 7         | 0         | 45    | 1     |
| Sous-total            | Sous-total            | Sous-total            | 114         | 6           | 14                    | 0                     | 5          | 0          | -                              | 35                             | 1                              | 1                    | 0                    | 2                        | 0                        | 33        | 1         | 204   | 8     |
| 2022-2023             | Borussia Dortmund     | Bundesliga            | 29          | 2           | 4                     | 0                     | -          | -          | C1                             | 8                              | 0                              | -                    | -                    | -                        | -                        | 5         | 0         | 46    | 2     |
| 2023-2024             | Borussia Dortmund     | Bundesliga            | 22          | 1           | 2                     | 0                     | -          | -          | C1                             | 6                              | 0                              | -                    | -                    | -                        | -                        | 4         | 0         | 34    | 1     |
| 2024-2025             | Borussia Dortmund     | Bundesliga            | 15          | 0           | 1                     | 0                     | -          | -          | C1                             | 5                              | 0                              | -                    | -                    | 4                        | 0                        | 0         | 0         | 25    | 0     |
| Sous-total            | Sous-total            | Sous-total            | 66          | 3           | 7                     | 0                     | 0          | 0          | -                              | 19                             | 0                              | 0                    | 0                    | 4                        | 0                        | 9         | 0         | 105   | 3     |
| Total sur la carrière | Total sur la carrière | Total sur la carrière | 290         | 16          | 28                    | 1                     | 5          | 0          | -                              | 54                             | 1                              | 1                    | 0                    | 6                        | 0                        | 48        | 1         | 432   | 19    |

### Buts internationaux
|   | Date             | Lieu                                | Adversaire | Score | Resultat | Nature du but | Passeur décisif | Compétition  |
| - | ---------------- | ----------------------------------- | ---------- | ----- | -------- | ------------- | --------------- | ------------ |
| 1 | 15 novembre 2018 | Red Bull Arena , Leipzig, Allemagne | Russie     | 2-0   | 3-0      | du pied droit | Antonio Rüdiger | match amical |

## Palmarès

### Club
Bayern Munich
- Champion d'Allemagne
  - Vainqueur : 2018, 2019, 2020, 2021 et 2022.
- Coupe d'Allemagne
  - Vainqueur : 2019 et 2020
- Supercoupe d'Allemagne
  - Vainqueur : 2017, 2018, 2020 et 2021
- Ligue des champions de l'UEFA
  - Vainqueur : 2020
- Supercoupe de l'UEFA :
  - Vainqueur : 2020
- Coupe du monde des clubs de la FIFA
  - Vainqueur : 2020

### Sélection
- Allemagne
  - Vainqueur de la Coupe des confédérations 2017

- Allemagne -17 ans
  - Finaliste du Championnat d'Europe de football des moins de 17 ans en 2012

- Allemagne olympique
  - Médaille d'argent des Jeux olympiques d'été de 2016